# Bataille de Zasek
 (juillet 2025).
Les conflits Franco-Bohémiens
La bataille de Zásek, qui eut lieu en 849, est une défaite majeure de Louis le Germanique contre les Bohémiens. Il est vaincu à la frontière entre les deux royaumes.

## Le contexte
Le fils de Charlemagne, Charles, a conquis la Bohême dans les années 805-808, avec notamment la bataille de Canburg en 805 où Lech, prince des Bohémiens, s'est fait tuer. Par la suite, les Bohémiens ont été soumis à la Suzeraineté franque. Ils sont mentionnés dans l' "Ordinatio imperii" en 817 et apparaissent dans les Annales regni Francorum à la diète de Francfort en 822. Entre 822 et 840, les Bohémiens ont été émancipés des Francs, ce qui a conduit les Francs à essayer de les reconquérir dans l'empire. Les Bohémiens tentent de désamorcer la situation en convertissant 14 princes au christianisme le 13 janvier 845. Mais en 846, Louis le Germanique bat Mojmir Ier, un prince chrétien de Moravie, ce qui les incite à revenir à leurs anciennes croyances. Ils font une campagne en 847 sans grand succès car les Bohémiens leur donnent des otages. En août 848, les Bohémiens attaquent à nouveau l'empire, mais ils sont vaincus et contraints de négocier.

## La bataille
La bataille est documentée dans les "Annales Fuldenses". En 849, le duc Thachulf (en) et le duc Ernst menèrent une grande campagne contre les Bohémiens. Louis, malade, ne pouvait pas les assister. Ils pensaient que les Tchèques n'étaient pas prêts, mais ils l'étaient. Ils s'organisèrent, sabotèrent la route et abattirent des arbres en direction de l'ennemi. Ils résistèrent à l'invasion des Francs, obligeant Thachulf à entamer des négociations. Les Bohémiens acceptèrent mais les Francs les attaquèrent pendant les négociations. Les Bohémiens parvinrent à tuer et à emprisonner les Francs et ceux qui ne l'étaient pas furent encerclés par l'armée bohémienne. Les Francs doivent alors supplier les Bohémiens de faire la paix sous des conditions assez désavantageuse.

## Les Conséquences
Cette victoire a rendu les Bohémiens complètement indépendants des Francs. En 855, ils tentent d'envahir la Bohême, mais le résultat n'est pas connu. En 857, ils envahissent le royaume du fils de Wistrach, Slavitah, qui se rend et s'exile en Moravie. Aucune invasion majeure de la Bohême n'a eu lieu avant 872 avec la bataille de Vltava.

## Sources
- Encyklopedie Slovanské archeologie, Michal Lutovský, 2001

- Československé dějiny v datech, kolektiv, 1986

- Počátky Přemyslovců, Dušan Třeštík, 1997

- Vznik Velké Moravy, Dušan Třeští, 2001

- https://www.moraviamagna.cz/

- https://nasregion.cz/ceska-knizata-se-nechala-roku-845-pokrtit-v-rezne-rozhodla-tim-o-nasem-osudu-na-stovky-let-dopredu-80711/

- http://www.thelatinlibrary.com/annalesregnifrancorum.html

- Kurze, Friedrich, 1891 ,Annales fuldenses : sive, Annales regni Francorum orientalis – Edition Hannoverae : Impensis bibliopolii Hahniani